# Pollo alla Marengo
Il pollo alla Marengo è un secondo piatto tradizionale alessandrino e francese.
Lo si prepara sfumando con del vino in padella del pollo tagliato in più parti e aggiungendovi successivamente dei pomodori e dei funghi. Può essere servito con pane e uova.

## Storia
Esistono diverse versioni che spiegano l'origine del pollo alla Marengo. Secondo la tradizione, il piatto nacque nell'omonima frazione del comune di Alessandria la sera stessa in cui terminò la battaglia di Marengo, il 14 giugno 1800. Dopo aver sconfitto gli austriaci, Napoleone Bonaparte giunse nell'unica osteria del luogo e chiese qualcosa da mangiare. Dal momento che Napoleone non apprezzava gli arrosti, la moglie dell'oste gli offrì un piatto a base di pollo, verdure e brodo. Secondo un'altra versione, il pollo alla Marengo sarebbe stato ideato da Dunand, cuoco di Napoleone, che, dopo il conflitto di Marengo, servì al generale francese un piatto a base di alcuni ingredienti che era riuscito a reperire sul luogo, fra cui un pollo, uova fritte e gamberi lessati (secondo altri resoconti, gli ingredienti sarebbero stati invece del pollo, due pomodori, dell'aglio e del cognac). Massimo Alberini riporta:
Stando ad altre fonti, la pietanza venne invece ideata a Parigi e prenderebbe il nome in onore della vittoria francese nella battaglia di Marengo.
Il pollo alla Marengo viene anche menzionato in La scienza in cucina e l'arte di mangiar bene (1891) di Pellegrino Artusi.
Secondo quanto riporta Sandro Doglio nel suo L'inventore della bagna caoda, il pollo alla Marengo è forse il piatto piemontese più noto al mondo.